# Pseudomys fieldi
Pseudomys fieldi е вид бозайник от семейство Мишкови (Muridae). Видът е световно застрашен, със статут Уязвим.

## Разпространение
Разпространен е в Австралия.